# Elizabeth Montgomery
Elizabeth Victoria Montgomery (* 15. April 1933 in Hollywood, Kalifornien; † 18. Mai 1995 in Los Angeles) war eine US-amerikanische Film- und Fernsehschauspielerin. Ihre berühmteste Rolle spielte sie zwischen 1964 und 1972 in der Serie Verliebt in eine Hexe.

## Leben und Karriere
Elizabeth Montgomery war die Tochter von Robert Montgomery und seiner Frau Elizabeth Bryan Allen. Sie besuchte die Westlake School for Girls. Mit 19 Jahren spielte sie im TV-Programm ihres Vaters Robert Montgomery Presents in dem Drama Top Secret. Late love war ihr Debüt am Broadway. Mit 21 Jahren heiratete sie den TV-Regisseur Frederic Cammann, trat aber weiterhin im Sender ihres Vaters und anderen TV-Shows auf.
Ihr Leinwanddebüt hatte sie 1955 in dem Gerichtsdrama Verdammt zum Schweigen neben Gary Cooper. 1960 stellte sie in einer Folge von Die Unbestechlichen die Gastrolle der Rusty Heller dar und wurde für ihren ersten Emmy nominiert. 1956 traf sie ihren zweiten Ehemann Gig Young. Bei den Dreharbeiten zum Film Johnny Cool traf sie den Produzenten und Regisseur William Asher, den sie nach der Scheidung von Gig Young heiratete. Aus der Ehe mit Asher gingen die Kinder William, Robert und Rebecca hervor. In der Fernsehserie Verliebt in eine Hexe (Bewitched) spielte sie Samantha Stephens, eine Hexe, die mit einem Sterblichen verheiratet ist. Die Serie lief acht Staffeln lang auf ABC und war die höchst bewertete Show ihrer Zeit. Sie brachte den Schauspielern und der Crew fünf Emmy- und vier Golden-Globe-Nominierungen. 1974 wurde ihre Ehe mit Asher geschieden.
Nach dem Ende von Verliebt in eine Hexe blieb Montgomery dem amerikanischen Publikum vor allem durch ihre Hauptrollen in vielen Fernsehfilmen präsent. 1973 spielte Montgomery mit Robert Foxworth im Film Mrs. Sundance. 1992 heiratete sie ihn. Der Film A Case of Rape, der 1974 eine der höchsten Zuschauerquoten in der amerikanischen Fernsehgeschichte erzielte, brachte ihr eine Nominierung für den Emmy. 1975 spielte sie die Hauptrolle in The Legend of Lizzie Borden und wurde erneut für den Emmy nominiert. 1976 entstand das Remake von Dark Victory. In dieser Zeit war Montgomery auch mit Gameshows beschäftigt, wo sie mit dem befreundeten Allen Ludden und Robert Foxworth arbeitete.
1978 entstand The Awakening Land, eine siebenstündige Miniserie. Mehrere TV-Serien folgten und eine Rückkehr von Verliebt in eine Hexe war im Gespräch. An der Seite von Foxworth spielte sie in den TV-Filmen Face to Face (1990) und With Murder In Mind (1992). 1993 kommentierte sie die Dokumentation Panama Deception, welche die Iran-Contra-Affäre enthüllte und einen Academy Award bekam. Montgomery engagierte sich für AIDS-Bekämpfung und die Rechte von Homosexuellen. Am 28. Juni 1992 trat sie mit Dick Sargent auf der Gay-pride Parade in Los Angeles auf. 1995 spielte sie in der TV-Produktion Deadline for Murder die Rolle der Edna Buchanan, eine Polizistin in Miami, als sie bei den Dreharbeiten einen Schwächeanfall erlitt. Bei der Untersuchung entpuppte sich die vermeintliche Grippe als tödlicher Krebs, dem Montgomery am 18. Mai 1995 im Alter von 62 Jahren in ihrem Haus in Beverly Hills erlag.
Im Januar 2008 wurde Montgomery posthum mit einem Stern auf dem Hollywood Walk of Fame geehrt.

## Filmografie (Auswahl)
- 1953/54: Armstrong Circle Theatre (Fernsehserie, 2 Folgen)
- 1955: Verdammt zum Schweigen (The Court-Martial of Billy Mitchell)
- 1960: Die Unbestechlichen (The Untouchables; Fernsehserie, Folge The Rusty Heller Story)
- 1960: Anruf genügt – komme ins Haus (Bells Are Ringing)
- 1961: Twilight Zone (Fernsehserie, Folge Two)
- 1962: Die Rache des Johnny Cool (Johnny Cool)
- 1963: 77 Sunset Strip (Fernsehserie, Folge White Lie)
- 1963: Wer hat in meinem Bett geschlafen (Who's Been Sleeping in My Bed?)
- 1964–1972: Verliebt in eine Hexe (Bewitched; Fernsehserie, 254 Folgen)
- 1975: Lizzie Bordens blutiges Geheimnis (The Legend of Lizzie Borden; Fernsehfilm)
- 1976: Solange die Liebe lebt (Dark Victory; Fernsehfilm)
- 1978: Erwachendes Land (The Awakening Land; Fernseh-Dreiteiler)
- 1979: Gewalt (Act of Violence; Fernsehfilm)
- 1980: Königin der Banditen (Belle Starr; Fernsehfilm)
- 1981: Was machst du, wenn du einen Elefanten triffst? (When the Circus came to Town; Fernsehfilm)
- 1983: Scherben eines Mordes (Missing Pieces; Fernsehfilm)
- 1984: Die zweiten Augen (Second Sight: A Love Story; Fernsehfilm)
- 1985: Zurück ins Leben (Between the Darkness and the Dawn; Fernsehfilm)
- 1989: Afrika läßt grüßen (Face to Face; Fernsehfilm)
- 1991: Im Schatten des Schreckens (Sins of the Mother; Fernsehfilm)
- 1992: Angst ohne Ende (With Murder in Mind; Fernsehfilm)
- 1994: Die tödliche Recherche (The Corpse had a Familliar Face; Fernsehfilm)
- 1995: Das tödliche Dreieck (Deadline for Murder; Fernsehfilm)